# Жанааркински район
Жанааркински район (на казахски: Жаңаарқа ауданы) е съставна част на Улътауска област, Казахстан. Обща площ 51 320 км2 и население 34 535 души (по приблизителна оценка към 1 януари 2020 г.).
Административен център е град Атасу.